# Caballero de Arkham
El Caballero de Arkham es un supervillano ficticio que aparece en los cómics publicados por DC Comics, y es el antagonista titular en el videojuego de Rocksteady Studios Batman: Arkham Knight. El personaje fue creado por Rocksteady en colaboración con el CCO de DC Comics y escritor Geoff Johns, y oficialmente apareció por primera vez en Batman: Arkham Knight #1 (febrero de 2015). 
Un alter ego de Jason Todd, el Caballero alberga un rencor arraigado contra Batman y pretende matarlo después de hacerle sufrir. Para lograr su objetivo, se ha alineado con el Espantapájaros y proporciona una presencia militar en la ciudad evacuada de Gotham City durante los eventos de Batman: Arkham Knight.

## Creación
"[Cuando] la idea estaba sobre la mesa para que desarrollemos nuestro propio personaje y lo presentemos en el mundo de Batman, no había tanta energía y entusiasmo en torno a esto en Rocksteady - pero eran conscientes del valor de la colaboración creativa que tenemos con DC para hacer asegurarse de que el papel de juego que tiene el Caballero de Arkham se refleja realmente en su apariencia y su punto de vista y su perspectiva."
– Dax Ginn, productor de marketing de Rocksteady Studios

En una entrevista con Newsarama, cuando se le preguntó si el Caballero de Arkham era un personaje totalmente nuevo o simplemente nuevo en la serie Batman: Arkham, el desarrollador de Rocksteady Studios Dax Ginn respondió con, "Completamente original. Batman no le ha visto antes, así que este es un diseño completamente original y el papel que trae el Caballero de Arkham". En otra entrevista, Ginn describió la oportunidad de crear un personaje original en el universo Batman como "aterrador", pero que los desarrolladores en el estudio estaban disfrutando de la oportunidad de marcar con suerte la propiedad de Batman que dura más allá del cuento de los propios juegos.
Hablando con Game Informer, el director de Batman: Arkham Knight, Sefton Hill, explicó que "[Rocksteady] quería introducir a alguien que pueda desafiar a Batman para ir de cabeza a cabeza con él en un montón de diferentes maneras."

## Biografía del personaje ficticio
Algún tiempo después de los sucesos de Batman: Arkham Origins, Jason Todd, después de que Dick Grayson decidiera hacerse una identidad propia, es elegido por Batman para ser el segundo Robin. Después de una cantidad desconocida de tiempo, el Joker secuestró a Todd y le envió a Batman un video del supuesto asesinato de Todd mientras que, en realidad, Todd estaba vivo y torturado por el Joker hace más de un año en un ala abandonada en el Asilo Arkham. Esto aparece en escenas de flashback en el juego donde el Joker destroza a Todd mentalmente, incluyendo mostrarle una foto de Batman y el nuevo Robin y diciéndole que Batman ya lo había reemplazado. El Joker afirma que Todd ahora le pertenece a él y ahora es el nuevo compañero del Joker, y no de Batman. Joker aparece marcando la letra 'J' en el rostro de Todd. Durante su "destrozo", por poco revela la verdadera identidad de Batman antes de ser aparentemente asesinado por el Joker. Sin embargo, Todd sobrevivió a la herida de bala, y como resultado de la tortura del Joker, comenzó a albergar un odio inmenso hacia Batman y comenzó a fortificar los medios para su venganza.
A través de medios desconocidos, el Caballero de Arkham consiguió monitorear las acciones de Batman y todos los involucrados en el incidente de Arkham City.
Más tarde se alía con el Espantapájaros, ayudándolo a expulsar a los civiles de Gotham, y prestar apoyo para los jefes del crimen con su milicia. Mientras pasa la noche, Jason se impacienta cada vez mientras su deseo de matar a Batman se hace tan fuerte que pone en peligro el plan del Espantapájaros de infectar Gotham y más allá con su gas del miedo. Finalmente le revela su identidad a Batman, y Jason huye tras la derrota, empezando a darse cuenta de que Batman siempre lamentó no poder encontrarlo. Volviendo bajo la nueva identidad de Red Hood, desarma al Espantapájaros cuando el villano está a punto de matar a un Batman debilitado, luego lo libera, y le permitió derrotar al Espantapájaros.

## Caracterización

### Personalidad
El Caballero de Arkham es vengativo, pero también paciente y calculador. Él conoce del alter ego de Batman, Bruce Wayne, y su apariencia está diseñada para burlarse del Caballero Oscuro, lo que indica que está atacando a Batman a nivel psicológico. El Caballero de Arkham es el pináculo de la escalada; es una amenaza física, mental y emocional para Batman, y afirma ser capaz de predecir las acciones de Batman, debido al entrenamiento con él y ser su compañero:

Siempre estás defendiendo a los débiles y a los indefensos. Es lo que me gusta de ti. Eres predecible. Y por eso vamos a ganar. Conocemos tus movimientos antes de que los hagas. ¡Sabemos cómo piensas!
El Caballero de Arkham a Batman

Él instruye a sus soldados para evitar apuntar al símbolo blindado en el pecho de Batman, y dispararle en la cintura y los hombros más expuestos. El Caballero de Arkham explota las oportunidades cuando se le presentan, convirtiéndolo en uno de los enemigos más peligrosos que Batman haya enfrentado. Odia a su compañero, como se muestra en los tráileres de su tensa relación con El Espantapájaros, donde exhibe una voluntad de matar a su cómplice. La psicosis del Caballero de Arkham también fue representada en Batman: Arkham Knight #1, donde despiadadamente ejecutó a un Electrocutor ya derrotado con un disparo de escopeta en la cabeza.
Como comandante militar, el Caballero de Arkham es muy confiado con sus habilidades. Como Albert Feliu declaró en una entrevista: "Él piensa que es mejor, más malo y definitivamente más guay que el propio Batman".

### Destrezas y habilidades
El Caballero de Arkham (Jason Todd) posee una fuerza física excepcional, y fue descrito por Sefton Hill como alguien que podría ir de cabeza a cabeza con Batman. Esto también podría relacionarse con el hecho de que fue entrenado por Batman antes de convertirse en el Caballero de Arkham. En algún momento de Batman: Arkham Knight, cuando Batman es emboscado por el Caballero de Arkham, este último fue capaz de poner al Caballero Oscuro a sus pies con un solo golpe de cobra, mostrando su fuerza física.
También ha mostrado habilidades de liderazgo competentes. Los soldados de operaciones secretas bajo su mando siguen sus órdenes sin dudarlo un instante. El Caballero de Arkham también parece ser experto en la guerra psicológica. Lleva un traje militar similar al Batitraje de Batman con la intención de burlarse de él. El Caballero de Arkham parece tener un cierto grado de previsión de los movimientos inminentes de Batman, debido al hecho de que luchó contra el crimen con él, y con la evidencia de su destreza táctica.

### Traje y equipo
El Caballero de Arkham usa una versión militarista del traje de Batman dirigido a burlarse de la apariencia de Batman. Todos los componentes del traje tiene un propósito significativo. El traje también es muy resistente, siendo capaz de sobrevivir por completo a la explosión que destruyó el Asilo Arkham abandonado.
El artista de protagonistas Albert Feliu ha declarado que Rocksteady necesitaba que el casco del Caballero de Arkham lograra una amplia gama de cosas diferentes. "Su casco se utiliza para cubrir su verdadera identidad ante todo, ocultando cualquier sentido del hombre debajo. También le proporciona al Caballero de Arkham con una detallada visualización head-up que le ayuda a rastrear sus fuerzas moviéndose en Gotham City. Lo anterior se proyecta a través del interior de la visera de su casco, ya que emiten la impresión de una figura fantasmal y robótica.

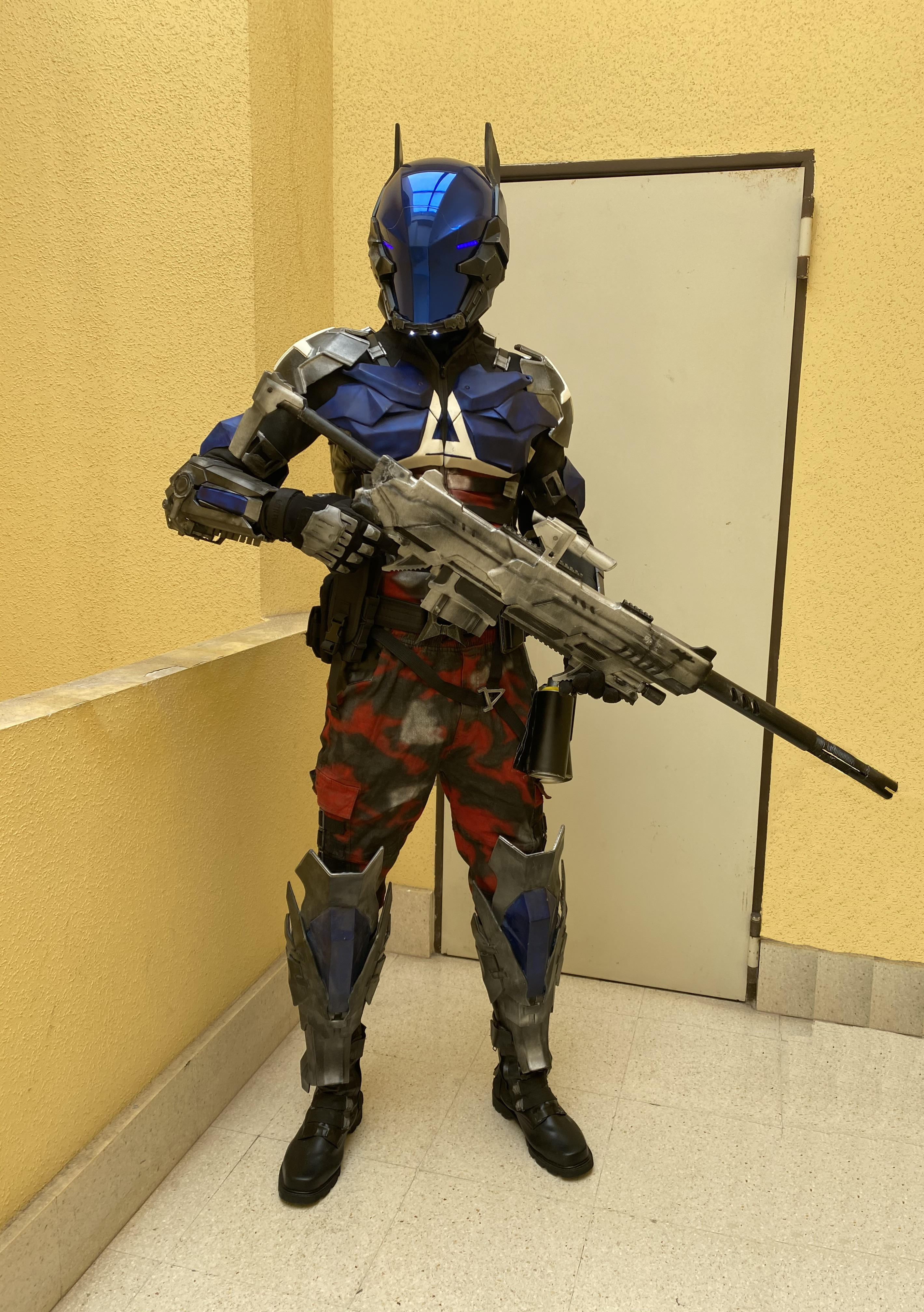
Cosplayer como el Caballero de Arkham donde se muestra el traje y el equipo

La placa pectoral no es sólo un componente defensivo del traje del Caballero de Arkham, sino también psicológico. Mientras el Caballero de Arkham, a través de medios desconocidos, sabe lo mucho que afectaron a Batman los últimos incidentes de Arkham, ha blasonado a propósito el símbolo de Arkham en su placa pectoral, poniendo al cruzado encapotado en desventaja psicológica. El diseño angular de la placa pectoral se diseñó no solo por la forma en A del logotipo de Arkham, sino también como un medio de desviar la Batgarra.
"Visualmente una de las cosas más importantes que queremos comunicar a través del diseño del Caballero de Arkham es la amenaza de alta tecnología y militar que representa para Gotham City", afirmó Albert Feliu. El artista de personajes también declaró que los materiales de los guanteletes, las botas y la armadura del Caballero de Arkham fueron inspiradas en el diseño de los aviones de combate: "altamente resistente, irreflexivo y totalmente intimidante". Los guantes también se usan para repeler las cuchillas de los oponentes y son lo suficientemente ligeros como para permitir ataques rápidos.
Para distinguirse de sus efectivos militares con trajes similares, el traje del Caballero de Arkham tiene un patrón de camuflaje distinto para darle la imagen de un líder militar invadiendo un espacio urbano. También puede volar. El camuflaje también le otorga una ventaja táctica: "los grises oscuros mezclados con toques de rojo le permiten permanecer oculto entre las sombras tenebrosas y los neones chillones de los callejones y tejados de Gotham".
El Caballero de Arkham también posee un cinturón de herramientas similar al de Batman. Como es un comandante militar, naturalmente tiene recursos. Lleva su cinturón a baja altura, en contraste con la aplicación más organizada de los equipos de campo de Batman.
Las orejas del casco del Caballero de Arkham sirven como transmisores, transmitiendo sus órdenes a sus tropas y drones en el campo. También son su mayor ataque psicológico sobre Batman; su propósito psicológico es para burlarse de Batman y todo lo que representa.
El Caballero de Arkham tiene una herramienta similar a la pistola garfio de Batman, como se ve en Batman: Arkham Knight #3, donde escapó haciendo rapel de las autoridades de Gotham después de que llegaron al lugar del Asilo Arkham abandonado y destruido.
También, la pistola garfio del Caballero de Arkham o una herramienta similar a ella puede electrocutar severamente a un hombre como un taser, como se ve en Batman: Arkham Knight #7, cuando lo utilizó en uno de los dos matones del Joker, que secuestró a una familia.